# Luperina koshantschikovi
Luperina koshantschikovi là một loài bướm đêm trong họ Noctuidae.